# 浦山桐郎
浦山 桐郎（うらやま きりお、1930年12月14日 - 1985年10月20日）は、昭和期の日本の映画監督である。

## 経歴

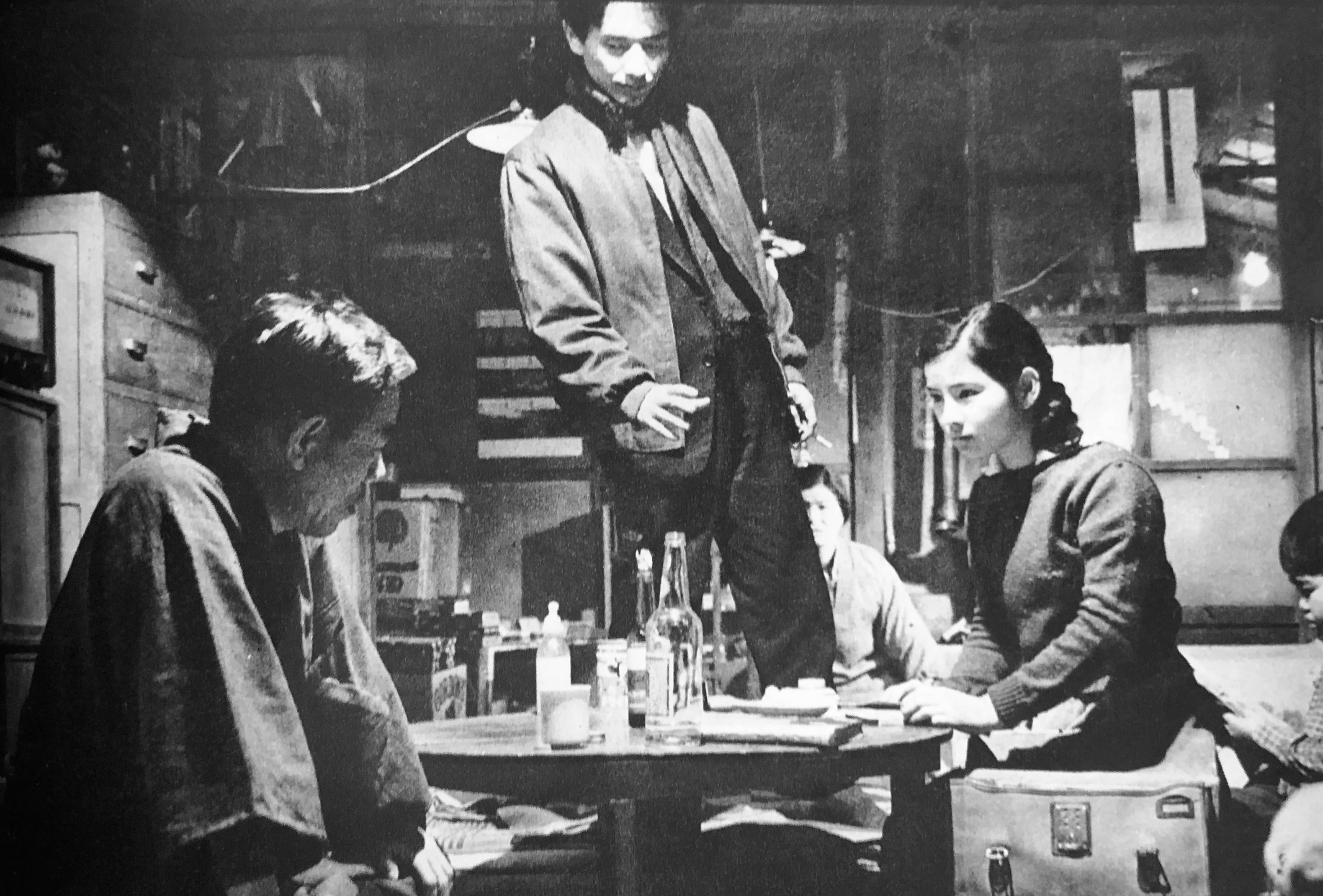
『キューポラのある街』（1962年）演出中の浦山

父の浦山貢は歌人として知られ、1930年1月に播磨造船（現・IHI）に入社した。同年12月14日、兵庫県相生町（現・相生市）で桐郎が生まれる。しかし12月27日、母の豊子は産褥熱に急性腹膜炎を併発して死去。1931年、父の貢は豊子の妹の敏子と再婚した。父は相生市歌を作詞した。
高校3年生のときに父が謎の自殺をしたので、母の郷里の名古屋に移る。旧制姫路中学校（現 兵庫県立姫路西高等学校）を経て、旧制姫路高等学校から名古屋大学文学部仏文学科を卒業。
松竹の助監督応募に募集し、筆記試験では高得点をとるが、身体検査でおとされる。この時、大島渚は合格し、山田洋次はおちる。その時の試験官だった鈴木清順に誘われ、日活の入社試験を山田と共に受け、不合格となり、山田は合格する。しかし、山田が松竹に補欠合格したため、日活に補欠合格することができ、1954年に助監督として入社。川島雄三、今村昌平らの監督につく。1962年、早船ちよ原作、吉永小百合主演の『キューポラのある街』で監督デビューする。鋳物の町に暮らす貧しい若者の生き方を描いたこの作品は、日本映画監督協会新人賞、キネマ旬報ベストテン第2位など高い評価を受けた。
1963年には和泉雅子主演の『非行少女』を撮り、モスクワ国際映画祭金賞を受賞。遠藤周作の原作をもとに実験的演出を試みた『私が棄てた女』を撮ったのち日活を離れ、大竹しのぶのデビュー作となった『青春の門』、『青春の門・自立篇』、テレビドラマ『飢餓海峡』などを演出する。アニメーション『龍の子太郎』、灰谷健次郎原作の『太陽の子 てだのふあ』と子ども向けの作品が続いたのち、1983年には古巣日活（当時にっかつ）のロマンポルノ作品で、木村理恵主演の『暗室』を発表する。吉永小百合主演で『夢千代日記』を完成させた1985年、急性心不全により死去。享年55。
石堂淑朗は葬儀委員長・今村昌平から、生前の浦山の女性遍歴の豊かさから、「今日、どんな女が来るかわからないから、しっかり見張れ」と命じられたとも言われた。

## 人物

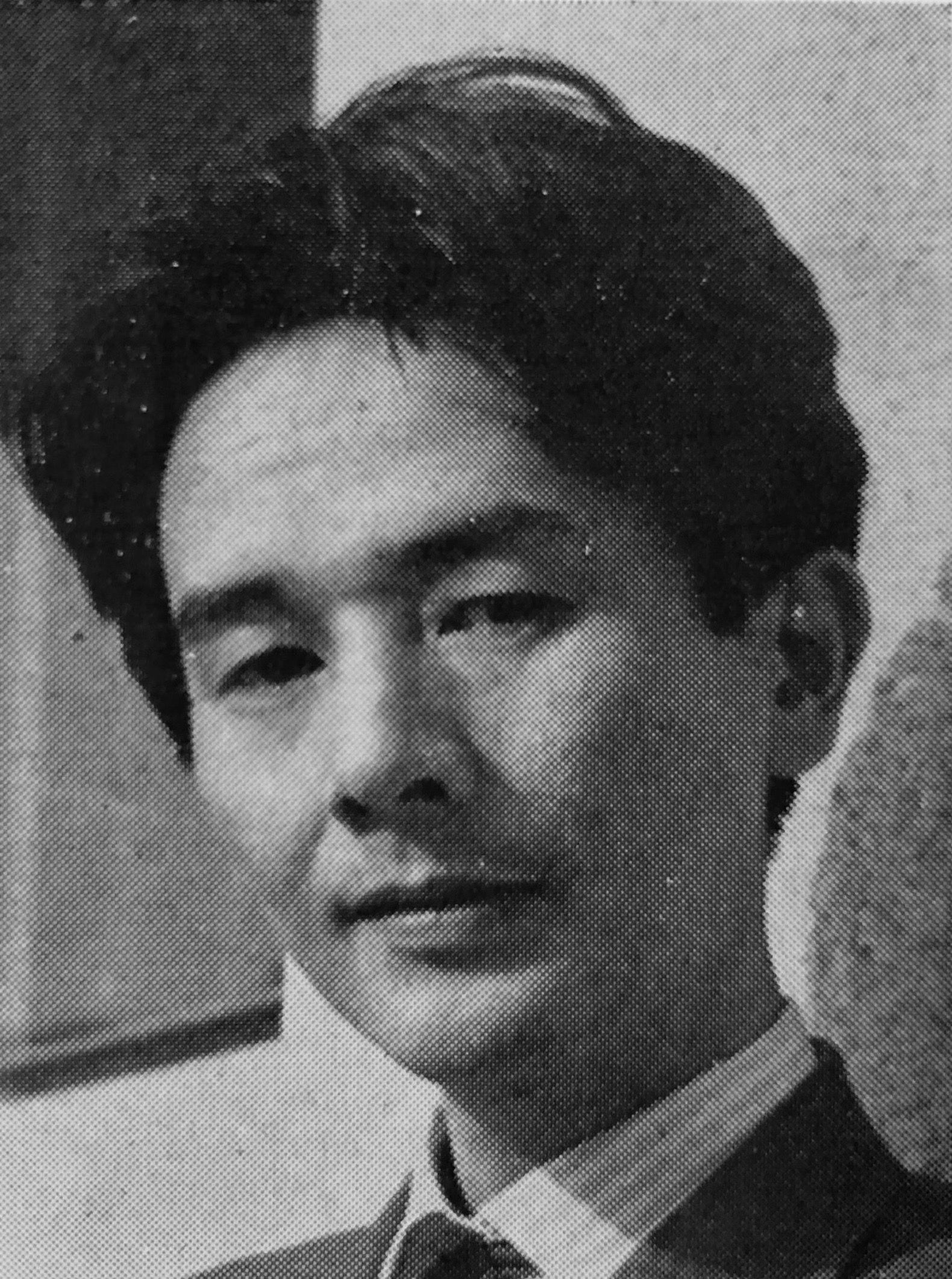
『映画評論』1965年7月号より。

吉永小百合や大竹しのぶを育て上げ、「女優育ての名手」と言われた。とくに、『私が棄てた女』に出演する小林トシ江を自宅において特訓したエピソードは有名である。
演出上の問題から、『青春の門』は原作者五木寛之の不満を招いたといわれる。ヒットにもかかわらず映画化シリーズは中断された。
生涯わずか10本の劇映画のうち5本がキネマ旬報ベストテンに入賞する（前半に限れば5本中4本）など、寡作の巨匠としての名声は高かったが、仕事が少ないことから経済的には恵まれず、酒色への耽溺と早世を招いた。その栄光と悲惨は田山力哉の伝記「小説浦山桐郎　夏草の道」に描かれている。
阪急ブレーブスのファンであり、阪急が日本シリーズ3連覇を果たした翌1978年、「以前から、黄金時代の阪急の実態を記録に残そうと考えていた」と高知キャンプで撮影した『78ザ・ベースボール 鍛え抜かれた勇者たち 練習編』という54分のドキュメンタリー映画を製作した。この映画は2006年の時点ではフィルムの所在がわからなくなっている。1980年に室内練習場併設の新合宿所が竣工された際には、彼は「集勇館」と名付けた。強烈なアンチ巨人でもあり、1970年代半ば頃からプロ野球を鋭く斬る手記を野球雑誌に多数発表した。
大の風呂嫌いで、酔って鈴木清順宅に行ったおり、あまりの臭さに清順とその内縁の妻（後に入籍）に全裸で風呂場に閉じ込められた。が、風呂の窓から全裸で逃げ出した。
故郷の相生湾を「母親の子宮のように見える」と評した。生涯現役が座右の銘で「1ダース映画を撮る。」というのが持論であったが、志半ばの10本で終わった。
甥に絵本作家の長谷川集平がいる。

## 監督作

### 映画
- キューポラのある街（1962年）
- 非行少女（1963年）
- 私が棄てた女（1969年）
- 青春の門（1975年）
- 青春の門・自立篇（1977年）

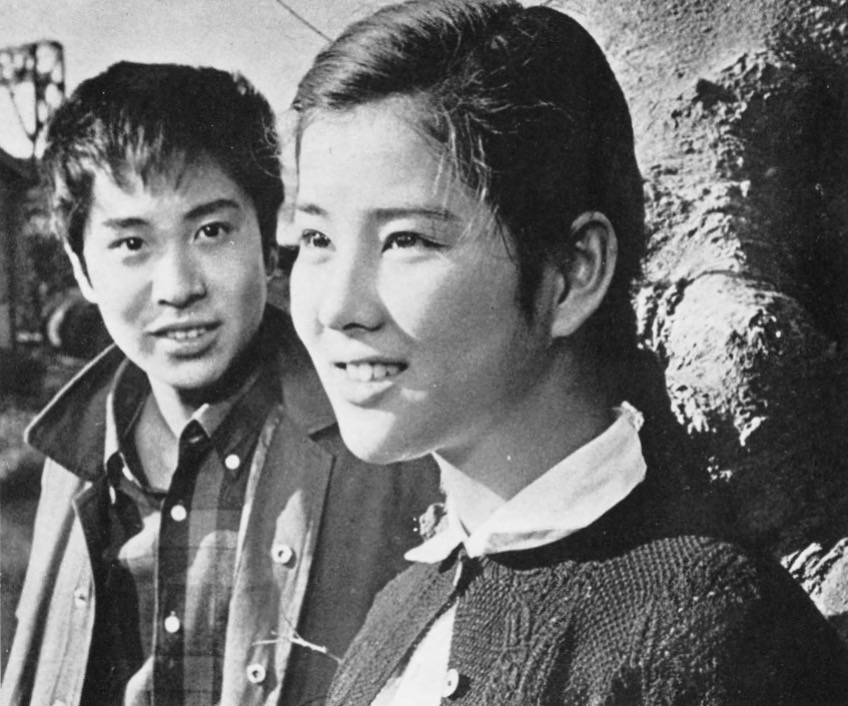
『キューポラのある街』（1962年）

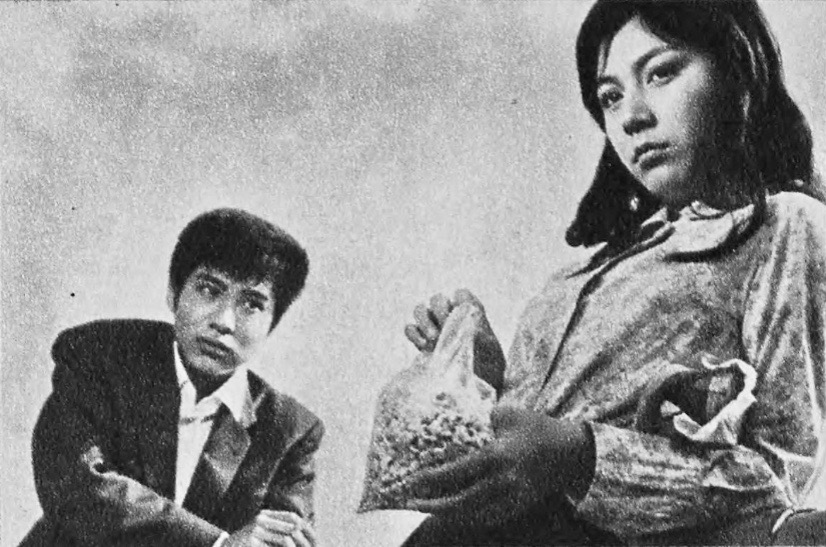
『非行少女』（1963年）

- 78ザ・ベースボール 鍛え抜かれた勇者たち 練習編（1978年）（ドキュメンタリー）
- 龍の子太郎（1979年）
- 太陽の子 てだのふあ（1980年）
- 暗室（1983年）
- ふれんず・らぶ（1985年）ビデオ作品
- 夢千代日記（1985年）

### テレビ
- 飢餓海峡（1978年）全8話のうち、1、2、5、6、8回を監督。残りは恩地日出夫が監督。
- 一年一組（1979年）（ドキュメンタリー）